# Rifugio Celso Gilberti
Die Rifugio Celso Gilberti (deutsch Celso-Gilberti-Hütte) liegt auf 1850 m s.l.m. Höhe im Kanin-Massiv (Julische Alpen) in der Gemeinde von Chiusaforte im Friaul. Sie befindet sich im Besitz des CAI und wird vom 15. Juni bis 30. September sowie vom 20. Dezember bis 30. April (Liftbetrieb) bewirtschaftet.

## Geschichte
Die Celso-Gilberti-Hütte wurde 1934 von der friaulischen Alpinen Gesellschaft auf einem Felsrücken zwischen dem Prevala-Sattel und dem Bila-Pec-Sattel erbaut. 1944 wurde das Bauwerk zerstört und 1950 von der CAI-Sektion Udine wieder aufgebaut. Erweiterungen waren 1964 und 1970 erforderlich. Die Hütte trägt den Namen von Celso Gilberti, einem friaulischen Alpinisten, der auf der Paganella tödlich verunglückte. Wegen der Seilbahn, die vom Neveasattel heraufführt und den einfachen Zugang zum Prevala-Kessel ermöglicht, übernachten hier nur wenige Bergsteiger. Das dreistöckige Gebäude ist aus Stein; im Hochparterre befinden sich die Küche, die Hausbar und das Esszimmer; im ersten Stock sind acht Doppelzimmer und ein Matratzenlager mit 20 Schlafplätzen untergebracht; weitere Plätze bietet die Mansarde. Insgesamt stehen 40 Schlafplätze zur Verfügung. Das Esszimmer kann bis zu 60 Personen aufnehmen.

## Zugänge
- vom Neveasattel, 2 Stunden
- mit der Seilbahn

## Überquerungen
- Biwak Marussich
- Biwak Modonutti-Savoia
- nach Stolvizza im Résiatal
- Neveasattel

## Gipfelbesteigungen
- Großer Kanin (höchster Berg im Gebirgsstock Kanin mit einer Höhe von 2587 Metern), über die Klettersteige Via Julia oder Via delle Cenge in etwa 2½ Stunden Gehzeit
- auf die Sella Prevala durch den Talkessel Prevala. 1 Stunde (C.A.I.- Pfad 636)
- Monte Forato (2498 m)
- Monte Lopa (2402 m)
- Monte Cergnala (2344 m)